# 澎湖縣圖書館
澎湖縣圖書館（英語：Penghu County Library），俗稱文化局書庫，位於台灣澎湖縣馬公市陽明里的公共圖書館。

## 沿革
「澎湖圖書館」最初建立於台灣日治時期昭和七年（1932年）7月12日。二次世界大戰之後民國34年（1945年），國民黨政府更名為「澎湖縣立民眾教育館附設圖書室」。民國38年（1949年）3月改組為「澎湖縣社會教育工作隊」，同年8月又改為「澎湖縣立圖書館」。爾後館址歷經數度變遷，民國55年（1966年）一度搬移到位於馬公港附近的中正路55號。因應馬公市陽明里中華路段的「澎湖縣文化園區」開始於民國69年（1980年）興建，澎湖縣圖書館也隨之遷移，並於民國70年（1981年）10月24日正式啟用，正式名稱為「中正圖書館」。
中正圖書館原本附屬於澎湖縣政府文化局處室內部，因應藏書量日益增加，原館不敷使用，縣政府遂於民國96年（2007年），同樣位於文化園區之空地另外規劃建造新館，民國98年（2009年）5月15日正式動工，新館主體建築於翌年7月落成，內部工程則於民國100年（2011年）3月裝修完成，因應每年4月23日的世界書香日，正式於民國100年（2011年）4月23日啟用。
民國104年（2015年），澎湖縣圖書館被全國圖書館評鑑評選為「中華民國104年度圖書館」，冀望能以此殊榮吸引更多縣民廣加利用圖書館。民國107年（2018年），台灣教育部推動「公共圖書館書香卓越典範補助專案計畫」，補助澎湖縣圖書館新台幣800萬元，以「海洋」為意象再造館舍室內風格，並增設樂齡閱讀專區，改善照明設備與汰換閱讀桌椅，設置平板電腦使用吧檯，大幅提升閱讀空間的多元性與舒適性。

## 空間
民國100年（2011年）營運的澎湖縣圖書館為二層樓建築，總面積3138.93平方公尺。一樓為入口大廳，有借還書籍之流通櫃台，並設置期刊閱報區、地方文獻區、兒童閱讀室，也提供洗手間、哺育室、茶水間等公共設施。二樓則為書庫區、電腦室和討論室，南側部分規劃為自習室，供民眾閱讀自修之用。從二樓眺望窗外戶外為文化園區，方便縣民活動的文教廣場，含括文化局主體建築、演藝廳、澎湖化石館以及溜冰場等等，一片綠意，環境清幽宜人。
澎湖縣圖書館提供無線上網設備，民眾可自行攜帶3C產品瀏覽網路，結合圖書館的資源，以期達到便民的效果。

## 館藏
- 館藏統計（統計至2017年5月15日止）：圖書 171,078 冊；期刊 193 種；視聽資料 10,806 件；報紙16種。[3]
- 館藏統計（統計至2024年12月31日止）：圖書 252,064 冊；期刊 318 種；視聽資料11,330 件；報紙15種。[8]

## 各館地址
| 序列 | 澎湖縣公共圖書館   | 地址                            | 館藏圖書統計    | 備註                                                            |
| ---- | ------------------ | ------------------------------- | --------------- | --------------------------------------------------------------- |
| 01   | 澎湖縣文化局圖書館 | 澎湖縣馬公市陽明里中華路236-1號 | 圖書 252,064 冊 | 現館啟用於2011年4月23日                                         |
| 02   | 澎南圖書分館       | 澎湖縣馬公市鎖港里309號         | 圖書 51,415 冊  | 設立於2003年                                                    |
| 03   | 湖西鄉圖書館       | 澎湖縣湖西鄉湖西村43-5號        | 圖書 57,846 冊  | 設立於1989年                                                    |
| 04   | 白沙鄉圖書館       | 澎湖縣白沙鄉赤崁村368號         | 圖書 40,821 冊  | 現館啟用於1994年                                                |
| 05   | 西嶼鄉圖書館       | 澎湖縣西嶼鄉赤馬村78-1號        | 圖書 36,799 冊  | 舊館位於二崁村 現館啟用於2017年，由2016年廢校的赤馬國小校舍改建 |
| 06   | 望安鄉圖書館       | 澎湖縣望安鄉東安村73-1號        | 圖書 35,890 冊  |                                                                 |
| 07   | 七美鄉圖書館       | 澎湖縣七美鄉中和村4鄰3-1號      | 圖書 32,839 冊  |                                                                 |

## 開放時間
自民國107年（2018年）12月1日起，文化局書庫開放時間為星期三至日上午9點至晚上9點（中午不休息），星期一、星期二及國定例假日休館。

## 圖輯

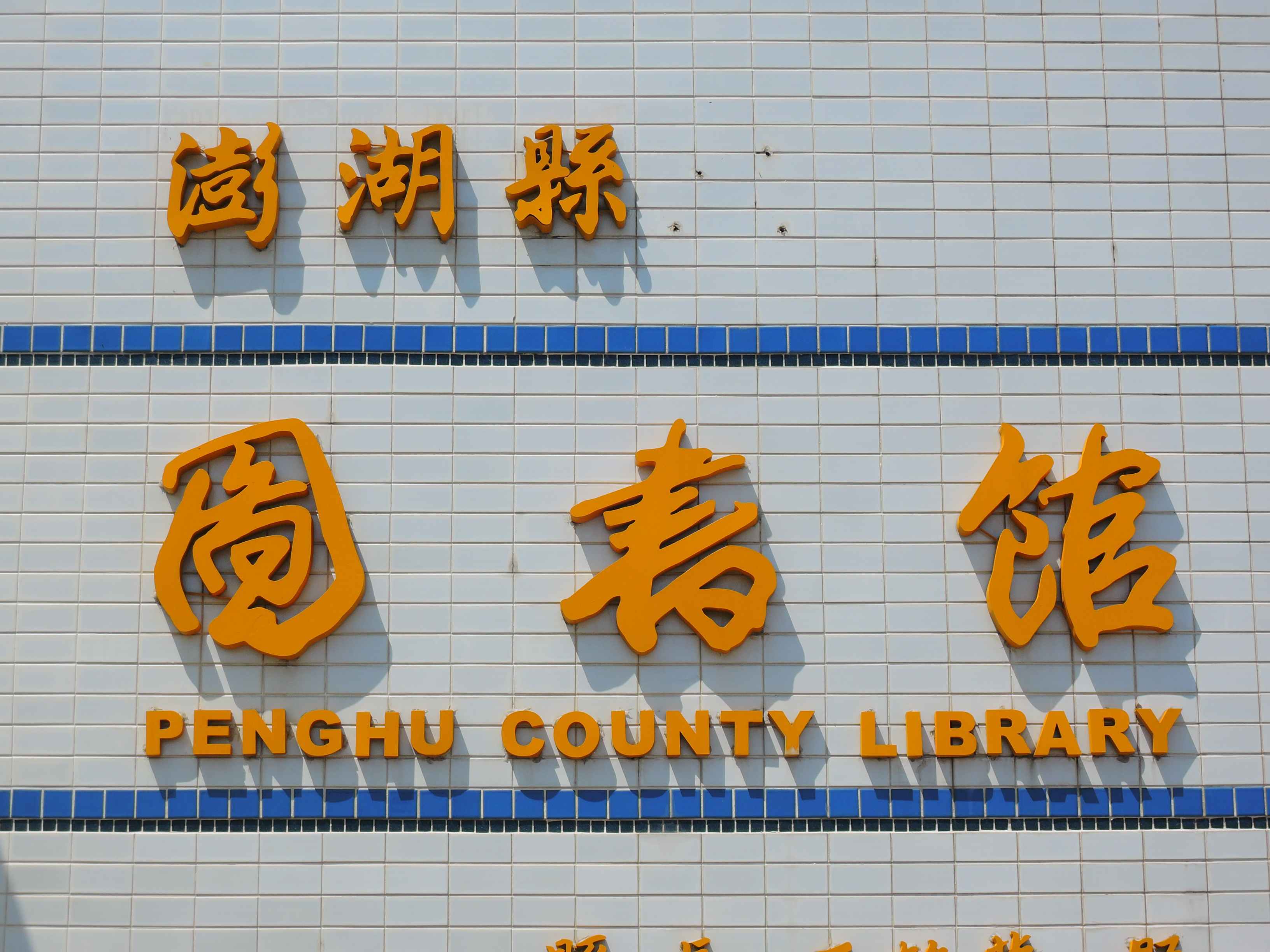
澎湖縣圖書館標誌
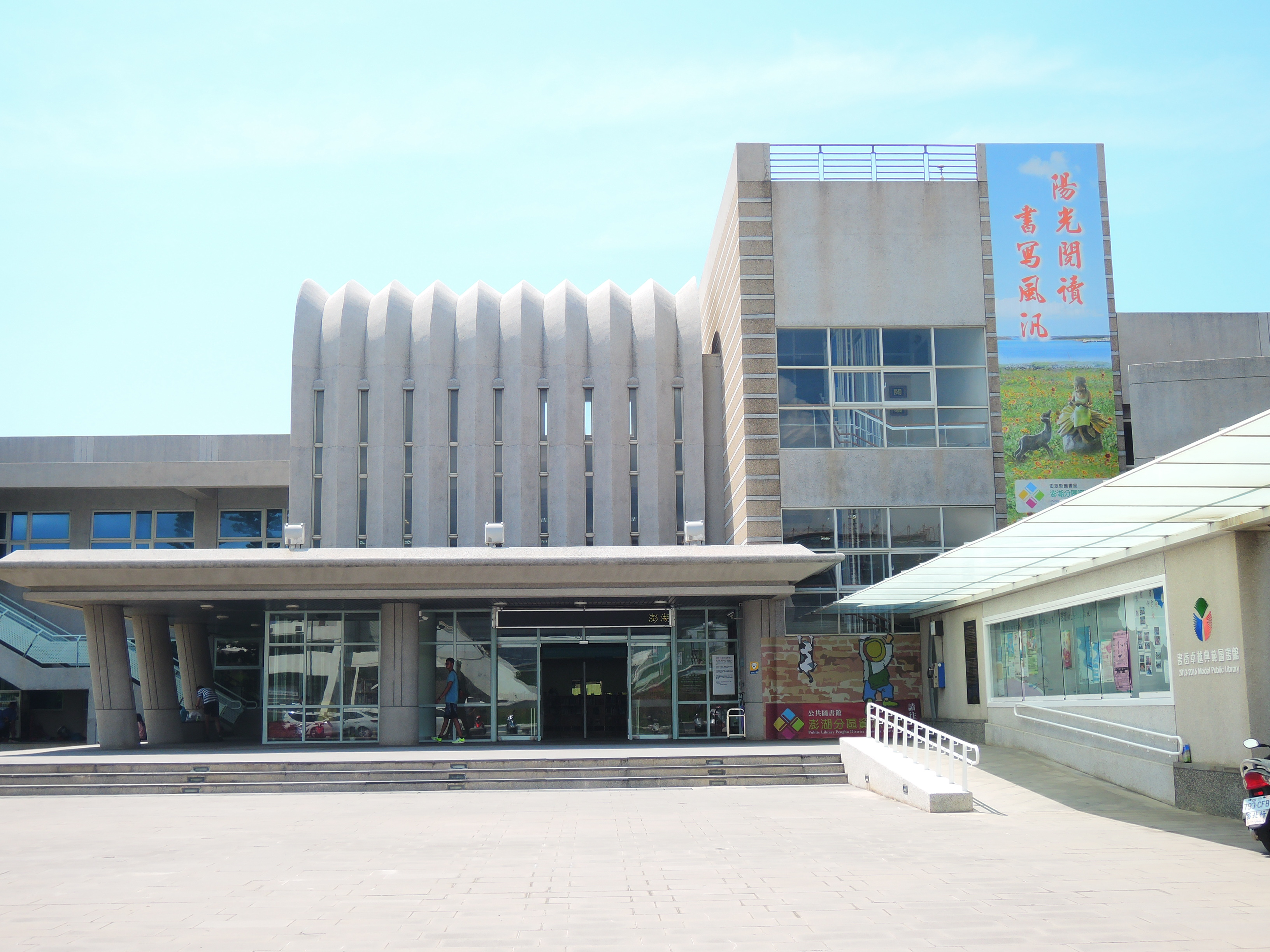
圖書館正面照
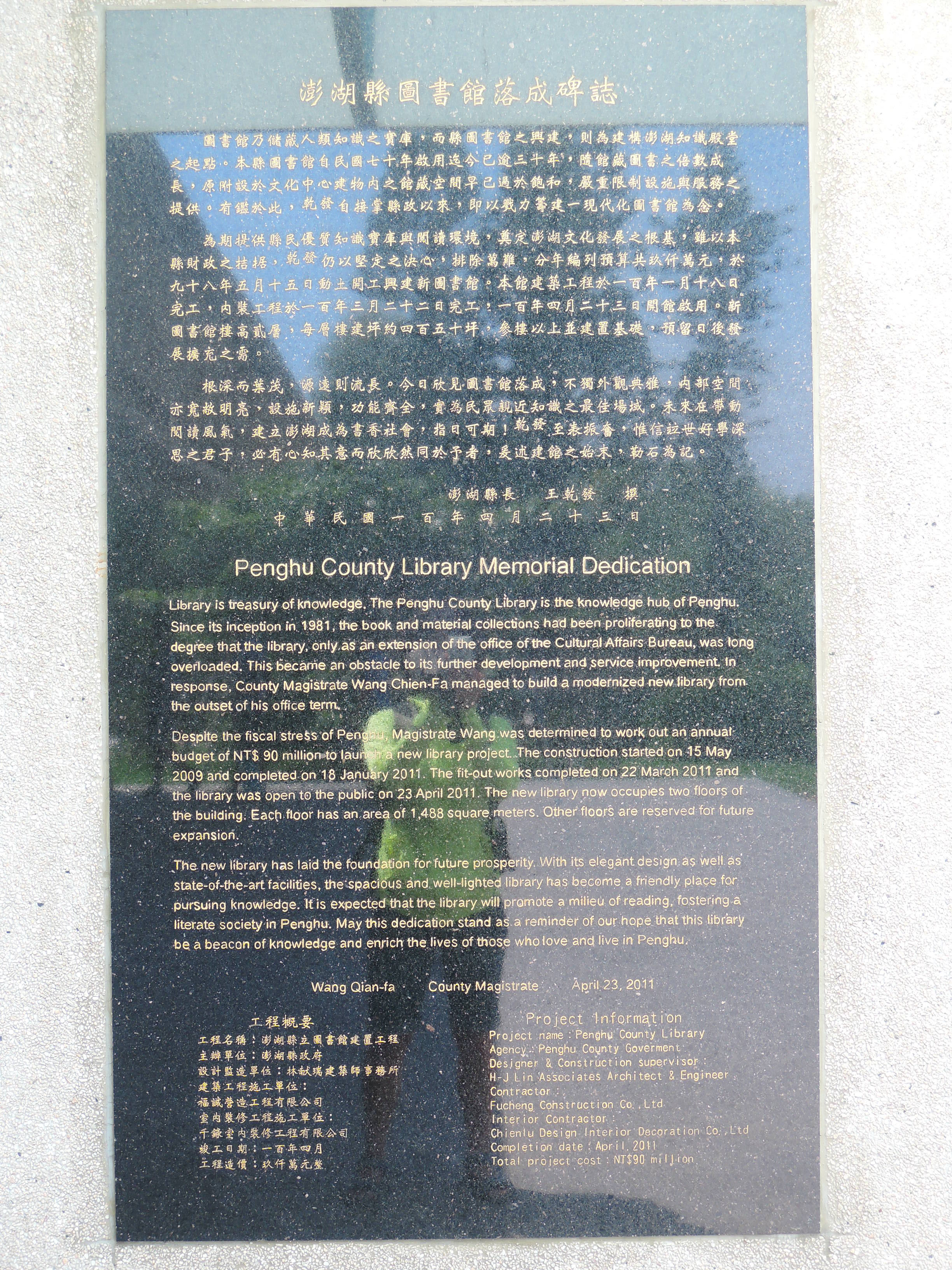
中英文沿革碑記
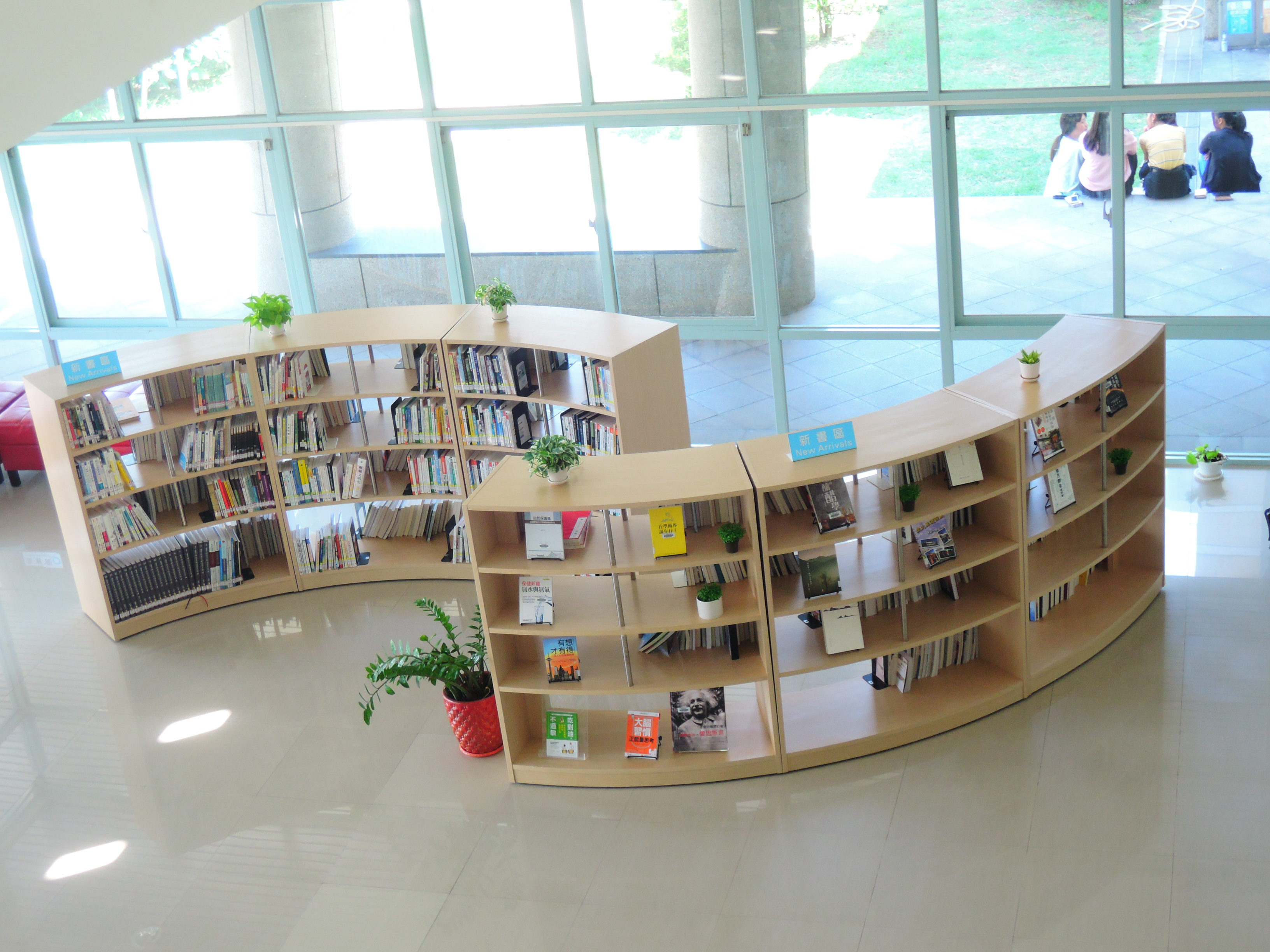
一樓：新書區（俯視照）
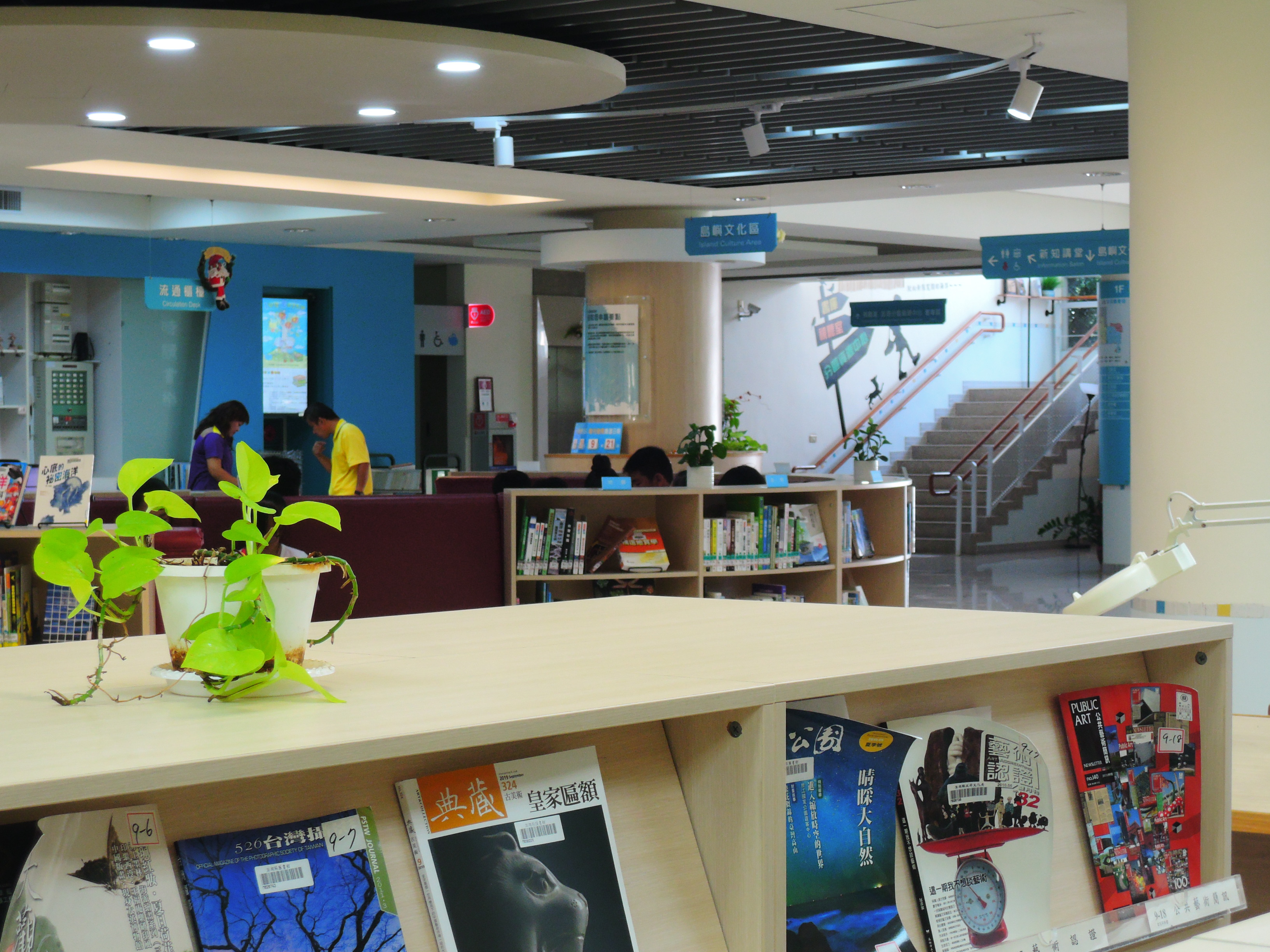
一樓：期刊區
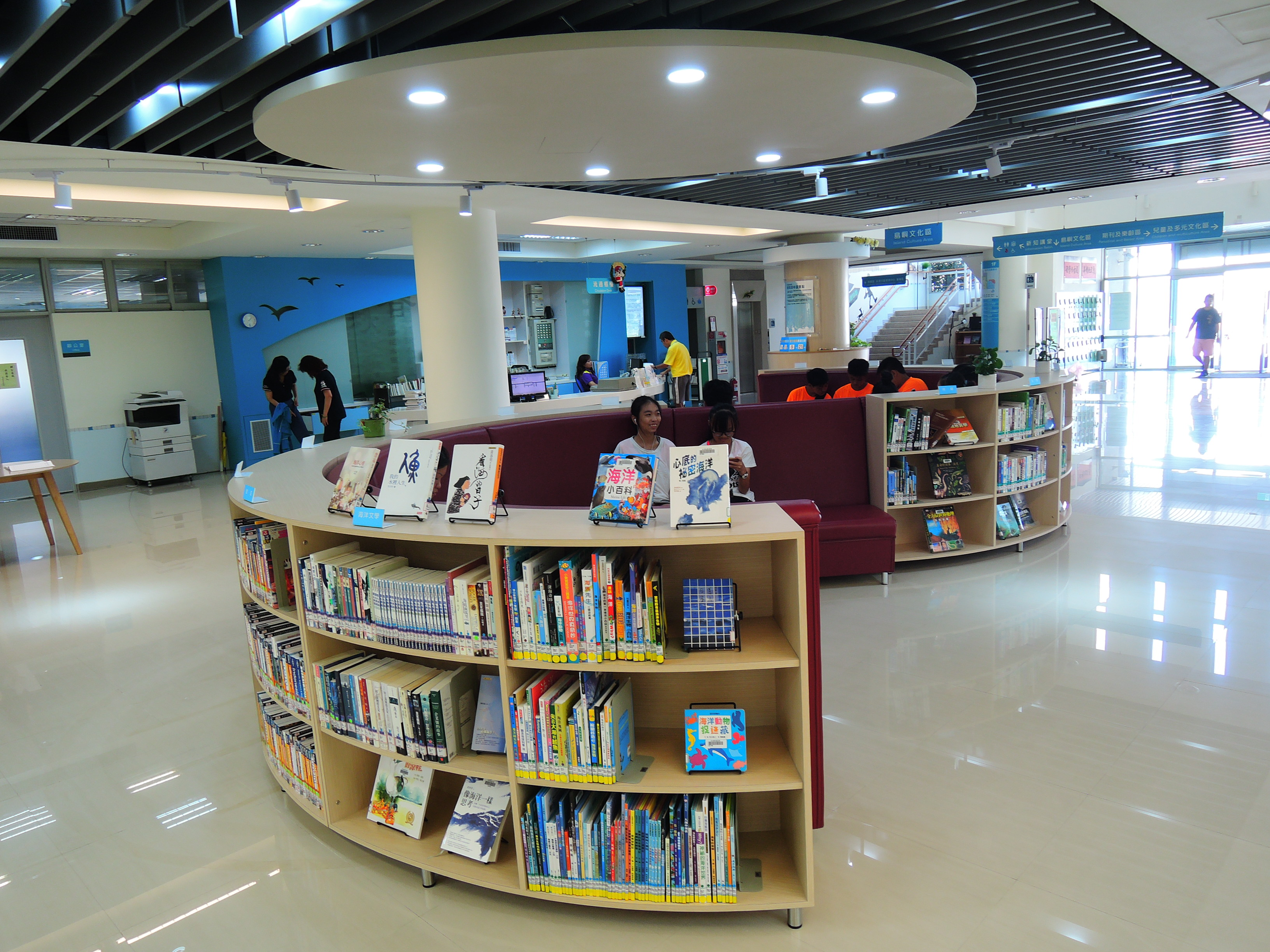
一樓：大廳海波浪意象
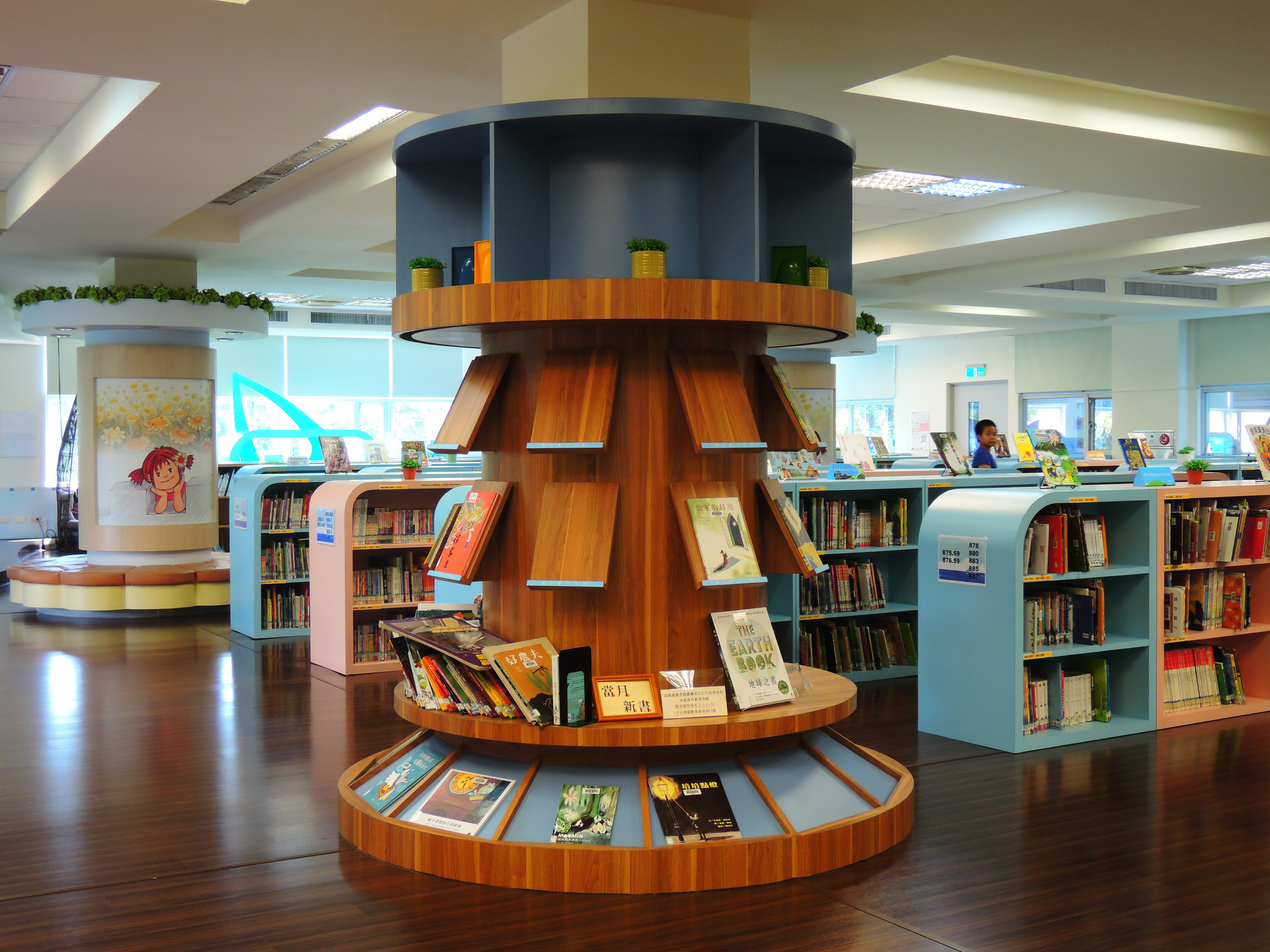
一樓：兒童閱覽室
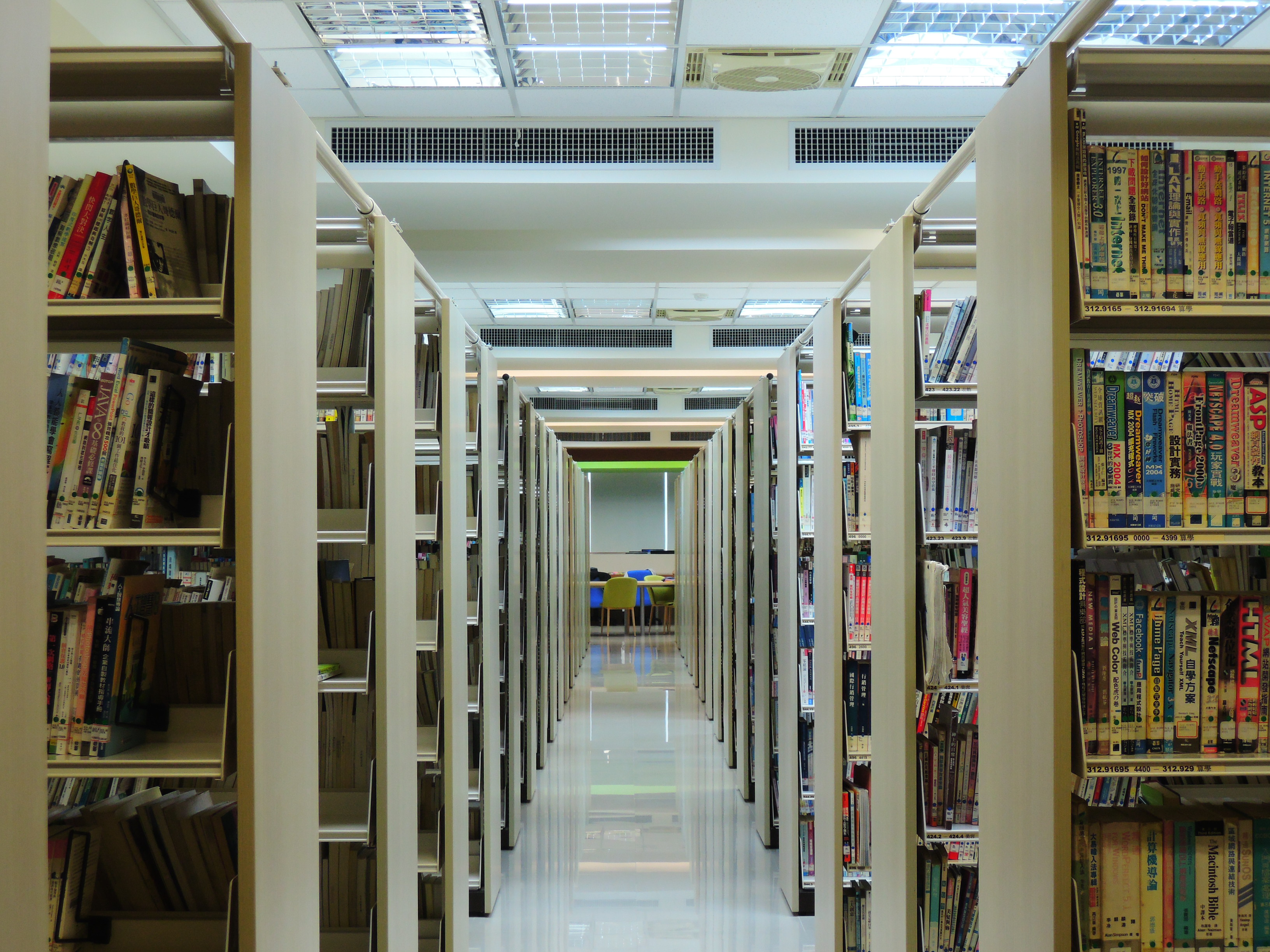
二樓：書庫區
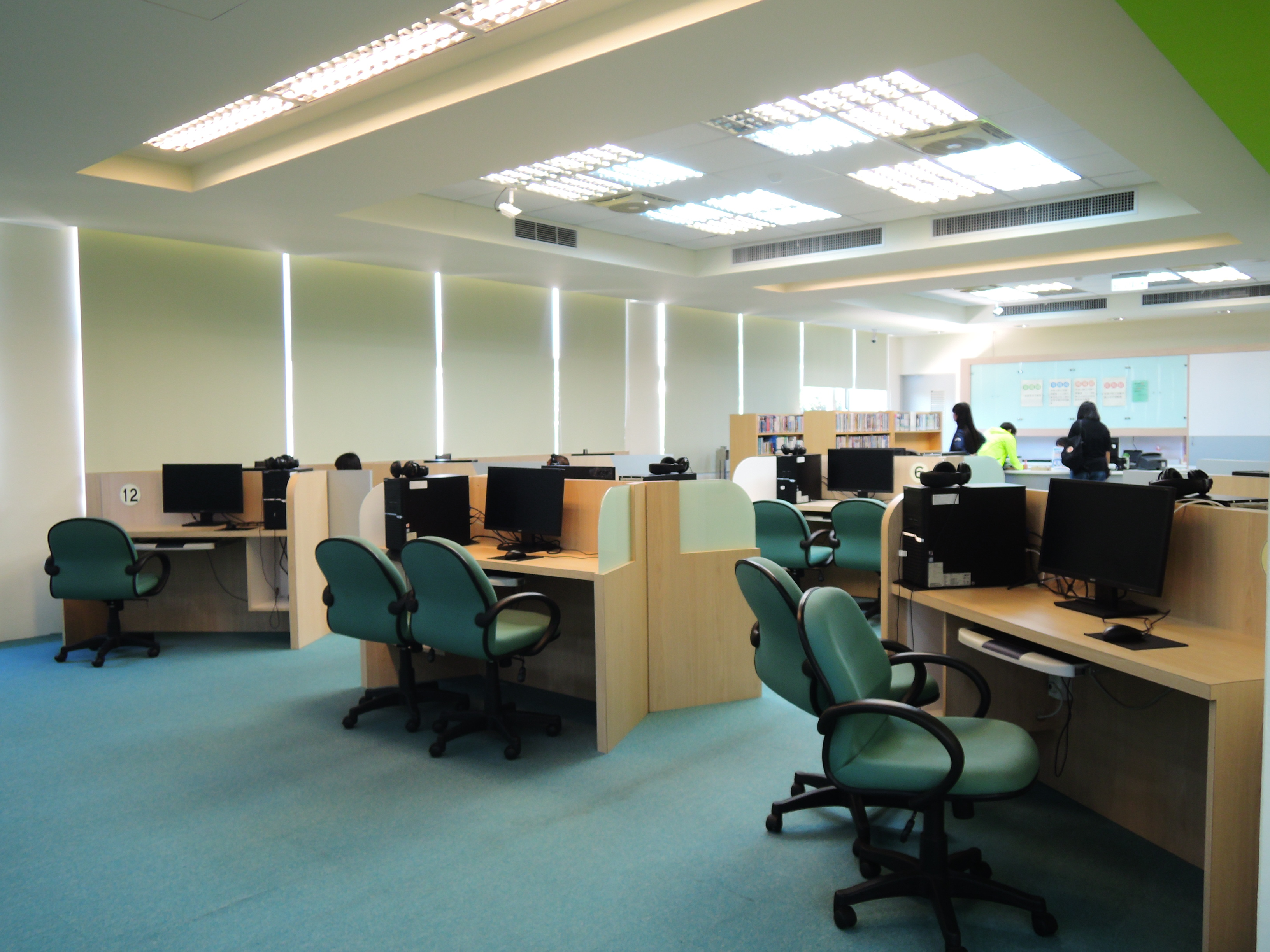
二樓：視聽室
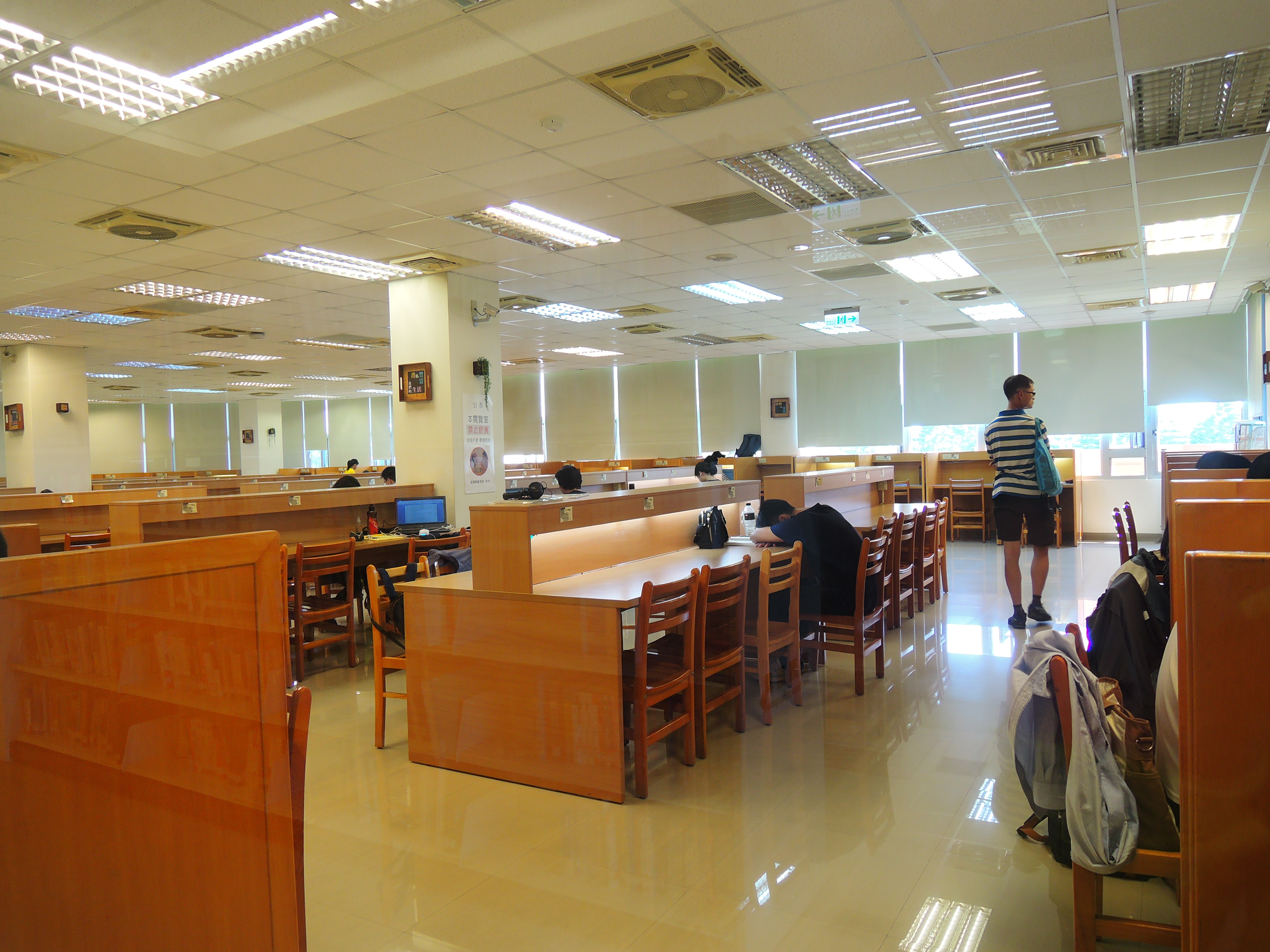
二樓：自修室
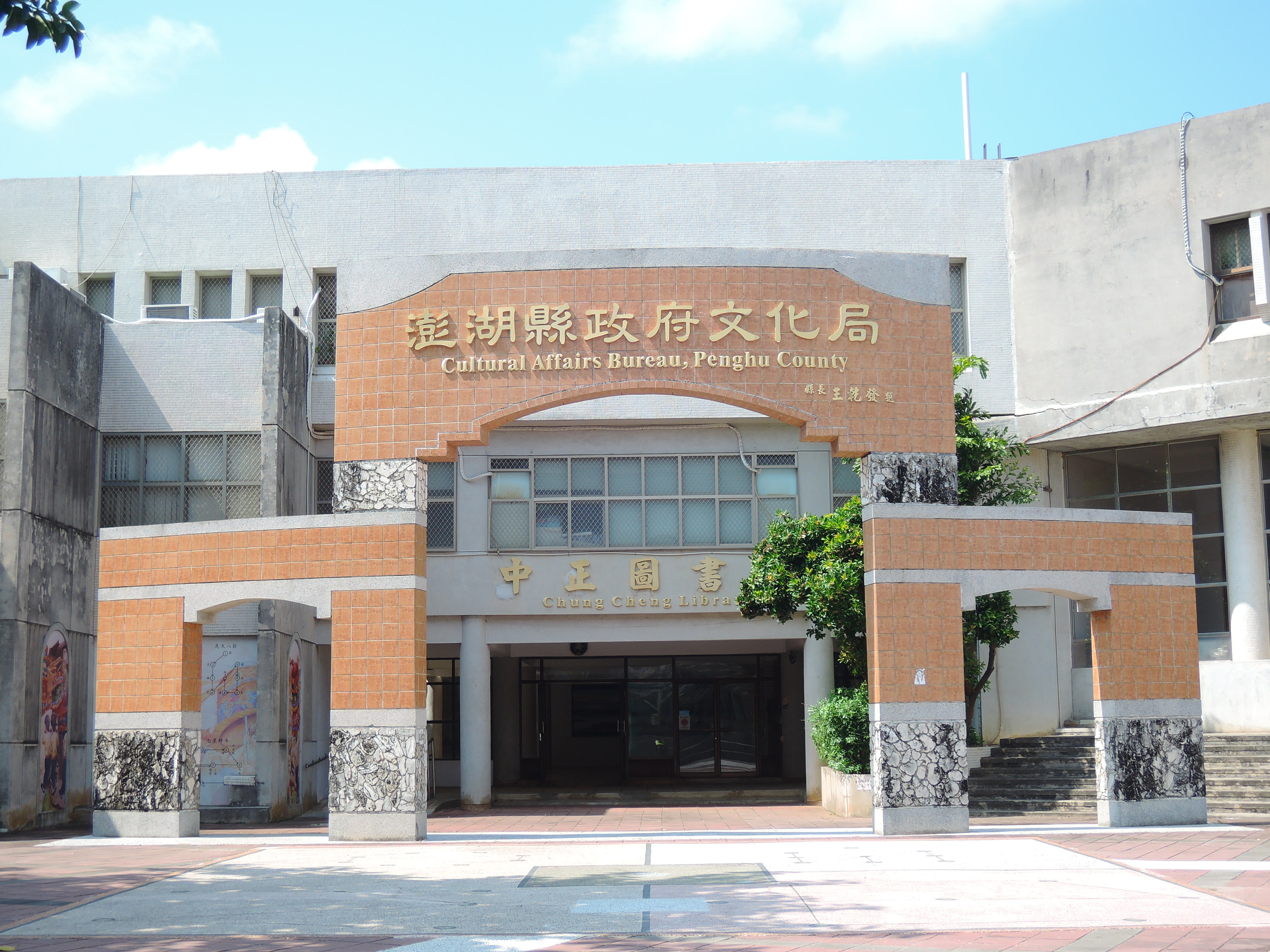
文化局暨圖書館（1981年）

## 外部連結
- 澎湖縣圖書館的Facebook專頁
- 澎湖縣圖書館 （页面存档备份，存于）

23°34′13″N 119°34′40″E / 23.570158°N 119.577687°E